# 模擬農場
《模擬農場》於1993年由Maxis開發，玩家負責建造及管理一個虛擬農場。意念來自第一代《模擬城市》。

## 簡介
《模擬農場》可讓玩家選擇農場的地點，不同地區的平均風速，雨量和溫度都有所不同，玩家需要按土地類型及氣候引入適當的牲畜和種植莊稼。就如《模擬城市》一樣，農場會出現不同災難，如乾旱、病害、蟲患等等，這將會影響作物和牲畜的品質和產量。
此外《模擬農場》內設一個虛擬小鎭，玩家可在城市購買農具或其他物品，並推薦自己的牲畜參加比賽（勝出的話可賺取綬帶和獎金）。當你越富有便可擴展農場。

## 外部連結
- 莫比游戏上的《模擬農場》（英文）